# Scleromastax luteifrons
Scleromastax luteifrons är en insektsart som beskrevs av Marius Descamps 1971. Scleromastax luteifrons ingår i släktet Scleromastax och familjen Euschmidtiidae. Inga underarter finns listade i Catalogue of Life.